# Klarvattentjärnen (Edefors socken, Norrbotten, 734089-174425)
Klarvattentjärnen är en sjö i Bodens kommun i Norrbotten och ingår i Luleälvens huvudavrinningsområde.